# イスマイール・アル＝アムール
イスマイール・アル＝アムール（アラビア語: إسماعيل العمور, 1984年10月2日 - ）は、パレスチナ・ガザ出身のサッカー選手。

## 所属クラブ
- El-Meshtal 2002-2010
- シャバーブ・アル・ザーヒリーヤSC（英語版） 2009-2010
- ジャバル・アル・ムカビル（英語版） 2010-2011
- マルカズ・シャバーブ・アル・アムアリー（英語版） 2011-2012
- アル・ヤルムーク（英語版） 2012-2013
- アル・ムハッラク・クラブ 2013
- ジャバル・アル・ムカビル 2013-?
- ヒラール・アル・クドゥス[1] ?-

## タイトル
マルカズ・シャバーブ・アル・アムアリー
- AFCプレジデンツカップ 準優勝 (1) : 2012